# Finska Kabelfabriken

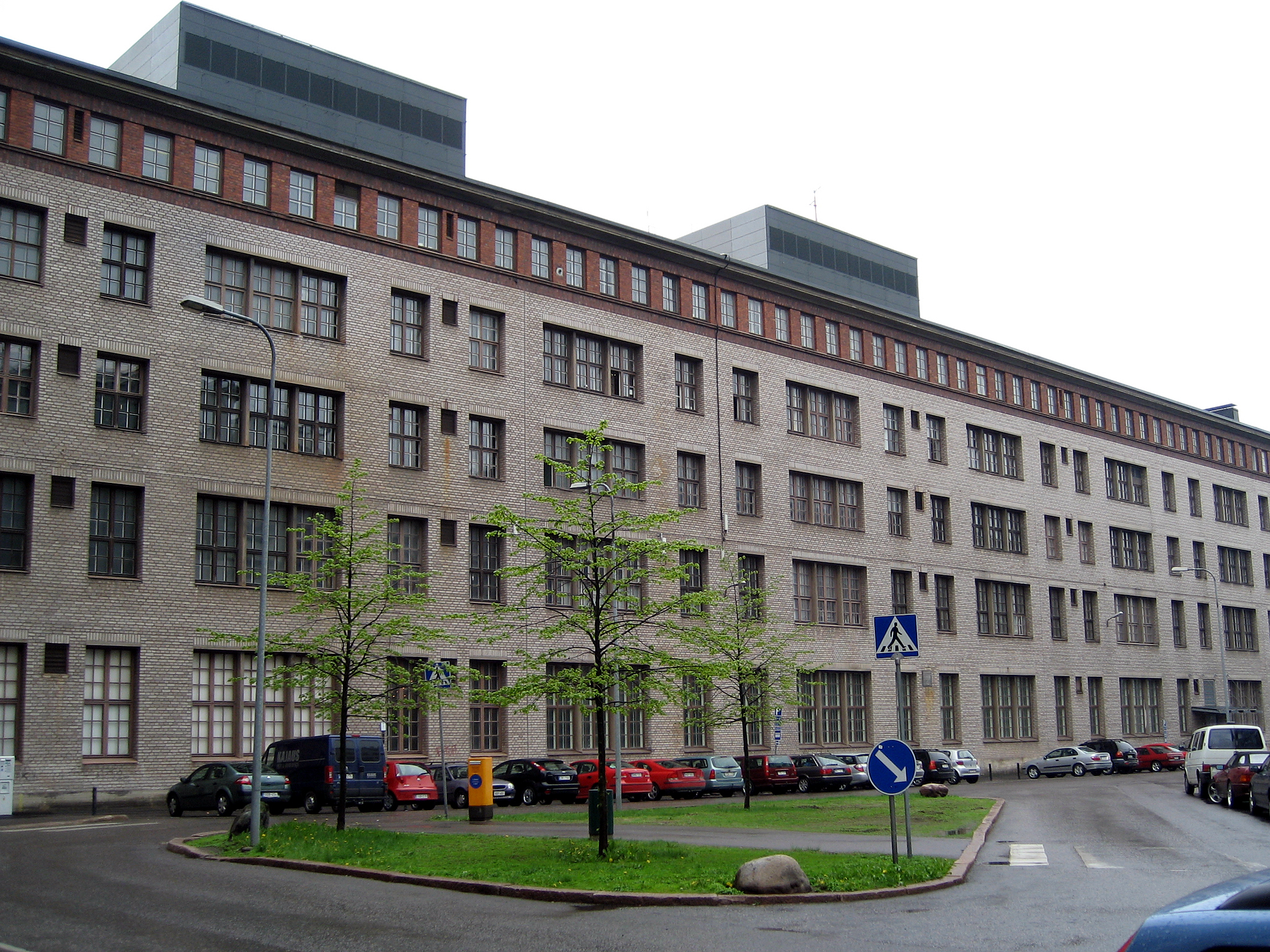
Kabelfabriken i Gräsviken i Helsingfors 2007.

Finska Kabelfabriken Ab (Suomen Kaapelitehdas Oy) var en kabeltillverkare i Finland. Bolaget grundades 1912 och gick 1967 upp i Nokia. Finska Kabelfabriken ab grundades av ingenjören Arvid Wikström och bolaget expanderades snabbt genom telefonsjökablar som såldes internationellt. Bolagets fabrik, Kabelfabriken, i Helsingfors byggdes under efterträdaren Verner Weckmans tid i bolaget. Arkitekt var Wäinö Gustaf Palmqvist.
1956 blev Björn Westerlund ny vd och han inledde satsningen på elektronik, det som senare utvecklades till Nokias mobiltelefontillverkning. Samarbeten inleddes med Helsingfors universitet och Tekniska högskolan. 1967 blev bolaget en del i Nokia som Nokia Kabel (Nokia Kaapeli).